# 小行星9322
小行星9322（英語：9322 Lindenau）是一颗围绕太阳公转的小行星。1989年1月10日，佛蒙特·伯根在陶腾堡发现了此天体。
这颗小行星的绝对星等为245.32214507085等。